# Robert Allen Rolfe
Robert Allen Rolfe (Ruddington, 12 maggio 1855 – Kew, 13 aprile 1921) è stato un botanico britannico,  specializzato nello studio delle Orchidaceae.
È stato il primo curatore dell'erbario orchidologico dei Royal Botanic Gardens di Kew; ha fondato la rivista The Orchid Review ed è stato autore di numerose pubblicazioni su differenti specie di orchidee.

## Omaggi
Il genere Allenrolfea (Chenopodiaceae) è stato a lui dedicato dal botanico Otto Kuntze (1843–1907). Sono un omaggio al suo nome anche le specie Artabotrys rolfei (Annonaceae), Bicornella rolfei e  Dendrobium rolfei (Orchidaceae), Grewia rolfei (Tiliaceae), Alpinia rolfei e Plagiostachys rolfei (Zingiberaceae).

## Alcune opere
- Orchidaceae in flora of tropical Africa (1898), assieme a William Turner Thiselton-Dyer
- Flora Capensis (1896-1925) - sezione Orchidaceae

| Rolfe è l'abbreviazione standard utilizzata per le piante descritte da Robert Allen Rolfe. Consulta l'elenco delle piante assegnate a questo autore dall'IPNI. |